# Barentsia minuta
Barentsia minuta är en bägardjursart som beskrevs av Winston och Håkansson 1986. Barentsia minuta ingår i släktet Barentsia och familjen Barentsiidae. Inga underarter finns listade i Catalogue of Life.